# Jatrań Berestiweć
ŻFK Jatrań Berestiweć (ukr. ЖФК «Ятрань-Берестівець») – ukraiński klub piłki nożnej oraz futsalu kobiet, mający siedzibę we wsi Berestiweć rejonu humańskiego obwodu czerkaskiego, w środkowej części kraju, grający w latach 2008–2011 i 2014–2020 w rozgrywkach ukraińskiej Wyższej ligi piłki nożnej oraz w latach 2011–2014 w rozgrywkach futsalowej Wyższej Ligi kobiet.

## Historia
Chronologia nazw:
- 2008: ŻFK Jatrań-Umańfermasz rejon humańki (ukr. «Ятрань-Уманьферммаш» Уманський район)
- 2011: ŻFK Jatrań-Umańfermasz-UDPU rejon humańki (ukr. «Ятрань-Уманьфермаш УДПУ» Уманський район)
- 2012: ŻFK Jatrań-UDPU-Bazys rejon humańki (ukr. «Ятрань-УДПУ-Базис» Уманський район)
- 2013: ŻFK Jatrań-Bazys rejon humańki (ukr. «Ятрань-Базис» Уманський район)
- 2017: ŻFK Jatrań Berestiweć (ukr. «Ятрань-Берестівець» Берестівець)

Klub piłkarski ŻFK Jatrań-Umańfermasz został założony w Humaniu w 2008 roku i reprezentował rejon humański. Drużyna zgłosiła się do rozgrywek Wyższej ligi i 6 maja 2008 roku rozegrała swój pierwszy mecz z Donczanką. Sezon debiutowy zakończyła na ósmym miejscu. W kolejnych trzech sezonach zajmowała szóstą pozycję. Jednak po zakończeniu sezonu 2011 zrezygnowała z występów na dużym boisku.
W 2011 roku klub nawiązał współpracę z Humańskim Państwowym Pedagogicznym Uniwersytetem im. Pawła Tyczyny, w skrócie UDPU. W sezonie 2011/12 drużyna futsalu z nazwą Jatrań-Umańfermasz-UDPU zgłosiła się do rozgrywek futsalowej Wyższej Ligi kobiet. W 2012 dotarła do finału Pucharu Ukrainy. W następnym sezonie 2012/13 klub zmienił nazwę na Jatrań-UDPU-Bazys i kontynuował występy w mistrzostwach. W sezonie 2013/14 zespół startował po raz trzeci w Wyższej lidze, zajmując szóste miejsce, ale potem zrezygnował z występów w mistrzostwach.
Po roku przerwy gry na dużym boisku w 2013 drużyna piłkarska z nazwą Jatrań-Bazys startowała w rozgrywkach Pierwszej ligi, zajmując pierwsze miejsce w grupie A, a potem wygrała 2:0 ze Spartakiem Czernihów w półfinale, ale przegrała 2:4 w czasie dodatkowym z Medykiem Morszyn w finale. Jednak Medyk zrezygnował z awansu i klub z rejonu humańskiego otrzymał promocję do Wyższej ligi. W 2017 klub zmienił nazwę na ŻFK Jatrań Berestiweć.

## Barwy klubowe, strój, herb, hymn
|  |  |

Klub ma barwy niebiesko-białe. Piłkarki domowe spotkania zazwyczaj grają w pasiastych pionowo biało-błękitnych koszulkach, granatowych spodenkach oraz białych getrach.

## Sukcesy

### Trofea międzynarodowe
Nie uczestniczył w rozgrywkach europejskich (stan na 31-05-2021).

### Trofea krajowe
piłka nożna
| \| \| Zdobyte trofea w rozgrywkach Ukrainy (stan na: 31-05-2021) \| |                                                            |      |                                    |
| Rozgrywki                                                           | Osiągnięcie                                                | Razy | Sezon(y)                           |
| Mistrzostwo                                                         | I miejsce                                                  | 0    |                                    |
| Mistrzostwo                                                         | II miejsce                                                 | 0    |                                    |
| Mistrzostwo                                                         | III miejsce                                                | 0    |                                    |
| Mistrzostwo                                                         | 4.miejsce                                                  | 5    | 2014, 2016, 2017, 2017/18, 2019/20 |
| Puchar                                                              | zdobywca                                                   | 0    |                                    |
| Puchar                                                              | finalista                                                  | 0    |                                    |
| Puchar                                                              | półfinalista                                               | 2    | 2017/18, 2019/20                   |
| II liga                                                             | I miejsce                                                  | 0    |                                    |
| II liga                                                             | II miejsce                                                 | 1    | 2013                               |
| II liga                                                             | III miejsce                                                | 0    |                                    |
| Ukraina                                                             | Zdobyte trofea w rozgrywkach Ukrainy (stan na: 31-05-2021) |      |                                    |

futsal
| \| \| Zdobyte trofea w rozgrywkach Ukrainy (stan na: 31-05-2021) \| |                                                            |      |          |
| Rozgrywki                                                           | Osiągnięcie                                                | Razy | Sezon(y) |
| · Mistrzostwo                                                       | I miejsce                                                  | 0    |          |
| · Mistrzostwo                                                       | II miejsce                                                 | 0    |          |
| · Mistrzostwo                                                       | III miejsce                                                | 0    |          |
| · Mistrzostwo                                                       | 5.miejsce                                                  | 1    | 2012/13  |
| Puchar                                                              | zdobywca                                                   | 0    |          |
| Puchar                                                              | finalista                                                  | 1    | 2012     |
| · Superpuchar                                                       | zdobywca                                                   | 0    |          |
| · Superpuchar                                                       | finalista                                                  | 0    |          |
| II liga                                                             | I miejsce                                                  | 0    |          |
| II liga                                                             | II miejsce                                                 | 0    |          |
| II liga                                                             | III miejsce                                                | 0    |          |
| Ukraina                                                             | Zdobyte trofea w rozgrywkach Ukrainy (stan na: 31-05-2021) |      |          |

## Poszczególne sezony
piłka nożna
futsal

### Rozgrywki międzynarodowe

#### Europejskie puchary
Nie uczestniczył w rozgrywkach europejskich (stan na 31-05-2021).

### Rozgrywki krajowe
piłka nożna
| \| Ukraina \| Bilans występów klubu w rozgrywkach piłkarskich Ukrainy (Stan na 31 maja 2021 r.) \| \| |                                                                                   |        |       |   |   |   |    |    |     |                      |        |        |      |
| Poziom                                                                                                | Rozgrywki                                                                         | Sezony | Mecze | Z | R | P | B+ | B– | Pkt | Lata                 | Awanse | Spadki | Naj. |
| I | Wyszcza liha                                                                      | 11     |       |   |   |   |    |    |     | 2008–2011, 2014–2020 | 0      | 0      | 4    |
| II | Persza liha                                                                       | 1      |       |   |   |   |    |    |     | 2013                 | 1      | 0      | 2    |
| | Puchar Ukrainy                                                                    | ?      |       |   |   |   |    |    |     | od 2008              | 0      | 0      | 1/2  |
| Ukraina                                                                                               | Bilans występów klubu w rozgrywkach piłkarskich Ukrainy (Stan na 31 maja 2021 r.) |        |       |   |   |   |    |    |     |                      |        |        |      |

futsal
| \| \| Bilans występów klubu w rozgrywkach Ukrainy (Stan na 31 maja 2021 r.) \| |                                                                       |        |       |   |   |   |    |    |     |           |        |        |      |
| Poziom                                                                         | Rozgrywki                                                             | Sezony | Mecze | Z | R | P | B+ | B– | Pkt | Lata      | Awanse | Spadki | Naj. |
| I                                                                              | Wyszcza liha                                                          | 3      |       |   |   |   |    |    |     | 2011–2014 | 0      | 0      | 5    |
| II                                                                             | Persza liha                                                           | 0      |       |   |   |   |    |    |     |           | 0      | 0      |      |
|                                                                                | Puchar Ukrainy                                                        | ?      |       |   |   |   |    |    |     | 2011–201? | 0      | 0      | 2    |
| Ukraina                                                                        | Bilans występów klubu w rozgrywkach Ukrainy (Stan na 31 maja 2021 r.) |        |       |   |   |   |    |    |     |           |        |        |      |

## Struktura klubu

### Stadion
Klub rozgrywa swoje mecze domowe na stadionie Maximus w Berestiwcu o pojemności 1,5 tys. widzów. Wcześniej do 2019 grał na stadionie Centralnym w Pałance, który może pomieścić 1600 widzów.

### Hala
Drużyna rozgrywa swoje mecze w Hali UDPU, znajdującej się przy ul. Sadowa 28 w Humaniu.

### Inne sekcje
Klub oprócz głównej drużyny prowadzi drużynę młodzieżowe oraz dla dzieci, grające w turniejach miejskich.

## Kibice i rywalizacja z innymi klubami

### Derby
- CzNU Czerkasy